# Lymantria polioptera
Lymantria polioptera este o specie de molii din genul Lymantria, familia Lymantriidae, descrisă de Collenette 1934 Conform Catalogue of Life specia Lymantria polioptera nu are subspecii cunoscute.